# جانين جاكسون
جانين جاكسون (بالإنجليزية: Janine Jackson)‏ هي صحفية أمريكية، ولدت في 30 يناير 1965 في ويلمنغتون في الولايات المتحدة.